# Ватерлоо (фильм)
«Ватерло́о» (итал. Waterloo) — художественный фильм, снятый в 1970 году кинорежиссёром Сергеем Бондарчуком по заказу итальянского продюсера Дино Де Лаурентиса о событиях ста дней, предшествующих битве при Ватерлоо, а также самой битве, закончившейся поражением армии Наполеона. Главную роль исполнил американский актёр Род Стайгер.
Копродукция Dino de Laurentiis Cinematografica с киностудией «Мосфильм».

## История создания фильма
После того, как фильм Сергея Бондарчука «Война и мир» с успехом прошёл по всему миру, Дино Де Лаурентис предложил режиссёру поставить «Ватерлоо».
Усилиями продюсера и режиссёра в картину удалось привлечь целое созвездие актёров из СССР, Канады, Великобритании, США, Италии, Франции. Даже крупные актёры заняты порой в небольших эпизодах (например, Владимир Дружников в роли генерала Жерара имеет всего несколько фраз и менее минуты экранного времени). По-настоящему крупных ролей в фильме только две — это Наполеон и Веллингтон, все остальные персонажи получили лишь небольшие, зачастую оторванные друг от друга эпизоды.
Роду Стайгеру и прежде доставались роли диктаторов и крупных злодеев, роли эти были фирменным знаком американского актёра. Ирина Скобцева вспоминала о работе с ним:

Род ходил в больницу, чтобы узнать, отчего бок может болеть так, как болел у легендарного полководца во время приступа, случившегося накануне битвы при Ватерлоо. Это показатель того, как трепетно Стайгер относился к работе. Он был необыкновенно эмоциональным человеком. Помню, как потрясающе он играл сцену прощания Бонапарта с гвардией: опустился на колени, чтобы поцеловать знамя, и из его глаз выкатились две огромные слезы. Ещё один пример. Шла сцена отречения… Стайгер идет к трону, игра на пике эмоций, и вдруг оператор сообщает о том, что кончилась плёнка. У Рода произошёл срыв. У него ручьями брызнули слезы из глаз, он убежал с площадки и больше уже не мог сниматься в тот день. Род Стайгер и Сергей Бондарчук понимали друг друга с полувзгляда, хотя говорили на разных языках.

## Сюжет
Весна 1814 года. Армии союзников по антинаполеоновской коалиции подошли к Парижу. Император Наполеон готов продолжать сопротивление, но его соратники отказываются, предлагая Бонапарту почётные условия сдачи — ссылка на острове Эльба с его приближёнными и тысячей гвардейцев. Наполеон соглашается, но спустя год бежит с Эльбы. Вместе со своими сторонниками Наполеон отправляется на Париж. Войска под командой маршала Нея, который обещал королю Людовику XVIII привезти Наполеона в клетке, переходят на сторону императора. Наполеон с триумфом входит в столицу и возвращает себе императорский трон. Европейские монархи не признают реставрации его режима, очередная война становится неизбежной.
15 июня 1815 года. На балу герцогини Ричмонд в Брюсселе к герцогу Веллингтону прибывает прусский офицер Мюффлинг с известием, что Наполеон перешёл границу близ Шарлеруа, разобщив силы союзников. На совещании Веллингтон обозначает на карте позицию на холме Мон-Сен-Жан и говорит: «Здесь я остановлю его». Английская армия отступает под бесконечным дождём к позиции, которую выбрал её предводитель. Тем временем прусская армия разбита, но фельдмаршал Блюхер не падает духом. Наполеон отправляет за недобитыми пруссаками треть своей армии под командой маршала Груши и генерала Жерара. Ней бросает перед ним знамя, отбитое у англичан, но этот успех не радует Наполеона — ведь Веллингтон не разбит окончательно, у него лишь потрёпан арьергард. Армии противников при ужасной погоде стягиваются к деревне Ватерлоо. Оба командующих напряжённо ждут следующего дня. Наполеона мучают боли в боку, но он пытается не обращать внимания на это — завтра он должен победить.

Кадр из фильма

Утром Наполеон готов скомандовать атаку, но его командующий артиллерией Друо возражает: «Земля не высохла и я не смогу двигать пушки!» Ближе к полудню французская армия, наконец, выстраивается для атаки, её артиллерия открывает огонь, пехота штурмует замок Угумон на правом фланге англичан. Однако «осторожный и смелый» Веллингтон не собирается «бегать как курица с отрубленной головой» и не посылает туда резерв. Отвлекающий манёвр Наполеона не достигает цели. Французская пехота идёт на центр англичан, Веллингтон отправляет в бой шотландскую конницу, которая прорывается к самой французской позиции. Наполеон посылает против них польских улан, «лучшая в мире кавалерия» отступает по сигналу Веллингтона. На горизонте появляются войска, это пруссаки. Наполеон заявляет своим людям: «По отношению к нам пруссаки всё равно что на Луне!» У него начинается приступ давно мучившей его болезни, офицеры относят императора на мельницу.
Бой разгорается, рядом с Веллингтоном рвутся ядра, один за другим погибают его полководцы и адъютанты. Он приказывает всей армии отойти из под обстрела на сто шагов. Ней, заметив отступление, собирает всю кавалерию и идёт в атаку на холм. Истекающая кровью английская пехота отчаянно отбивается, построившись в несколько каре. Французское знамя поднимается над фермой Ла-Э-Сент. Наполеон отправляет в Париж гонца с известием о своей победе. У Веллингтона не осталось сил, вместо подмоги он посылает своим командирам только свои «наилучшие пожелания». Ряды французской Старой гвардии Наполеона поднимаются на холм, выступив в последнюю атаку. Упавший духом Веллингтон заявляет: «Если Блюхер не подоспеет сейчас, они переломают мне все кости. Боже, пошли мне скорее ночь! Или Блюхера».
В этот момент из леса выходят главные силы пруссаков, развеваются чёрные знамёна. Фельдмаршал Блюхер командует общую атаку. «Никакой пощады! Вперёд, дети мои, я убью любого, кто будет щадить французов!» Наполеон в отчаянии восклицает: «Ах, почему я не сжёг Берлин!» Обрадованный Веллингтон достаёт из рукава последнюю козырную карту — английские солдаты шеренга за шеренгой поднимаются из-за колосьев пшеницы, давая залп за залпом по подошедшей гвардии, которая остановилась в замешательстве, увидев подходящих пруссаков. Французов охватывает паника, армия превращается в толпу спасающихся бегством солдат. Осознавая своё поражение, Наполеон рвётся вперёд, в поисках смерти на поле боя, адъютанты умоляют его уехать. Английские войска спускаются с холма. Израненные гвардейцы, построившись в каре, отвергают предложение Веллингтона сдаться, и подъехавшие английские артиллеристы в упор расстреливают их картечью.
Битва закончена. Веллингтон объезжает поле брани, сплошь заваленное телами, ужасаясь результатам этой бойни. Император французов, в свою очередь, подытоживает: «Теперь они, словно Прометея, прикуют тебя к скале, и тяжесть твоей былой славы убьёт тебя». Наполеон уезжает в дождливую ночь.

## В ролях
- Род Стайгер — Наполеон I Бонапарт
- Кристофер Пламмер — Артур Веллингтон
- Орсон Уэллс — Людовик XVIII
- Джек Хокинс — генерал Томас Пиктон
- Вирджиния Маккенна — герцогиня Ричмонд[англ.]
- Дэн О'Херлихи — маршал Ней
- Руперт Дэвис[англ.] — герцог Джордж Гордон
- Филипп Форке[фр.] — генерал Шарль Лабедуайер
- Джанни Гарко — генерал Антуан Друо
- Иво Гаррани — маршал Сульт
- Иэн Огилви[англ.] — полковник Уильям де Ланси[англ.]
- Майкл Уайлдинг — Уильям Понсонби
- Серго Закариадзе — фельдмаршал Блюхер
- Теренс Александер[англ.] — граф Аксбридж
- Андреа Кекки — Сорет, старый гвардеец
- Геннадий Юдин — Чактас, старый гвардеец
- Донал Доннелли[англ.] — О’Коннор
- Шарль Милло[фр.] — Груши
- Евгений Самойлов — генерал Пьер Камброн
- Олег Видов — Томплинсон
- Чарльз Борромел[итал.] — Малхолланд
- Питер Дэвис — лорд Джеймс Хэй[англ.]
- Вероника де Лаурентис — Магдален Холл[англ.], жена полковника де Ланси
- Владимир Дружников — Жерар[3]
- Сюзан Вуд — Сара Леннокс, дочь герцогини Ричмонд
- Ирина Скобцева — Мария
- Ростислав Янковский — Флао
- Василий Ливанов — офицер из свиты Веллингтона
- Лев Поляков — Келлерман
- Вацлавас Бледис — Колсон
- Александр Смирнов — старший офицер маршала Груши
- Джон Сэвидент[англ.] — генерал Мюффлинг
- Харий Лиепиньш — генерал Гнейзенау
- Владимир Шакало — эпизод
- Джеффри Уикхэм[англ.] — полковник Колборн
- Борис Молчанов — полковник Бертран
- Ян Янакиев — Ларрей

## Съёмочная группа
- Автор сценария: Гарри Артур Крэйг[нем.], Сергей Бондарчук, Витторио Боничелли[итал.]
- Режиссёр-постановщик: Сергей Бондарчук
- Оператор-постановщик: Армандо Наннуцци
- Художник-постановщик: Марио Гарбулья[итал.]
- Композитор: Нино Рота, Уилфред Джозефс[англ.]
- Звукооператоры: Юрий Михайлов, Гордон Эверетт
- Вторые режиссёры: Владимир Досталь, Анатолий Чемодуров
- Художники: Саид Меняльщиков, Семён Валюшок

## Критика и прокат
Сергею Бондарчуку удались в картине не только выдающаяся постановка батальных сюжетов и общих планов грандиознейшего сражения, но и глубоко проработанные психологические портреты предводителей воюющих армий, Наполеона и герцога Веллингтона.
Историк Пол Синнотт в своей скрупулёзной рецензии на фильм, оценивая достоверность деталей сражения, находит сцены с кавалерией, напомнившие ему полотно британской художницы-баталистки Элизабет Томпсон «Шотландия навеки!».
В отличие от «Войны и мира» события представлены зрителю не изнутри, глазами очевидцев и участников, а как бы отвлечённо, исторические битвы наполеоновских армий запечатлены «со стороны», сторонним глазом кинокамеры.
Российский киновед Алексей Гусев считает «Ватерлоо» самым великим гуманистическим фильмом Бондарчука:

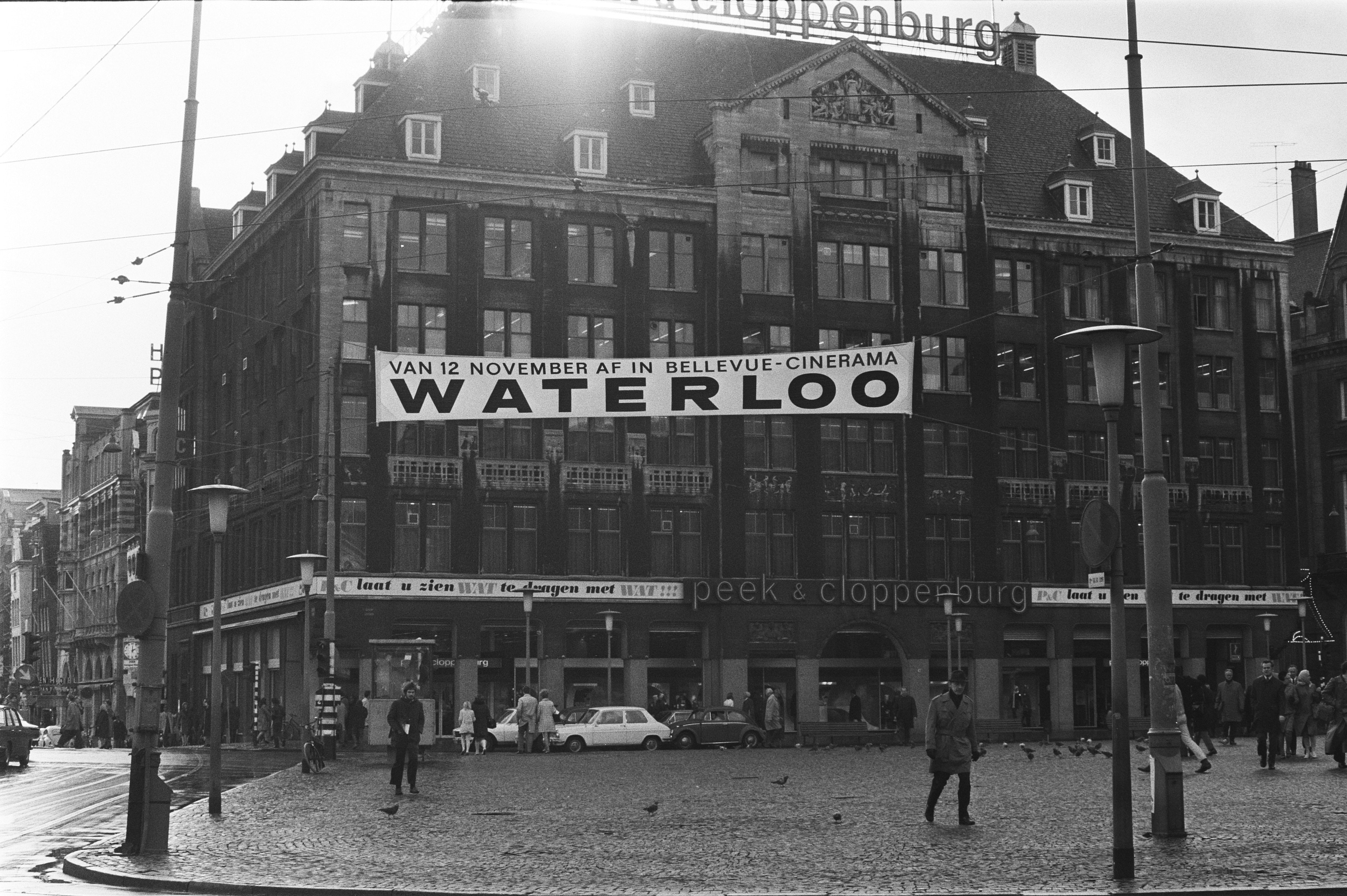
Рекламный баннер фильма
в Амстердаме, ноябрь 1970

…камера, дождавшись момента, когда всё-таки будет поставлен вопрос о цене происходящего на поле боя, — камера взлетает под самые небеса, показывая происходящее с божественной — нет, с Божьей точки зрения. Ибо это не эффектная съёмка с вертолета, демонстрирующая точную реконструкцию тактических схем. До самых небес, где обитает взгляд камеры, доносится одинокий крик обезумевшего солдата: «Зачем мы убиваем? Мы же никогда не видели друг друга!»…
Бондарчук, только что снявший «Войну и мир», смотрит на поле Ватерлоо из заоблачной выси и предлагает здесь, говоря кинотерминами, «обратную точку» высокому небу Андрея Болконского. Со всеми религиозными коннотациями этого образа.
— Алексей Гусев, «Сеанс» 2012
Несмотря на прославленные имена актёров, создателей, а также потраченные усилия, фильм провалился в прокате. По этой причине Стэнли Кубрик свернул свои работы над фильмом о Наполеоне.

## Премии, награды, номинации
- премия Давид ди Донателло 1971 в номинации лучший фильм;
- премия BAFTA, 1971 в двух номинациях: за лучшую работу художника (Mario Garbuglia) и лучший дизайн костюмов (Maria De Matteis).